# Nordamerica spagnolo

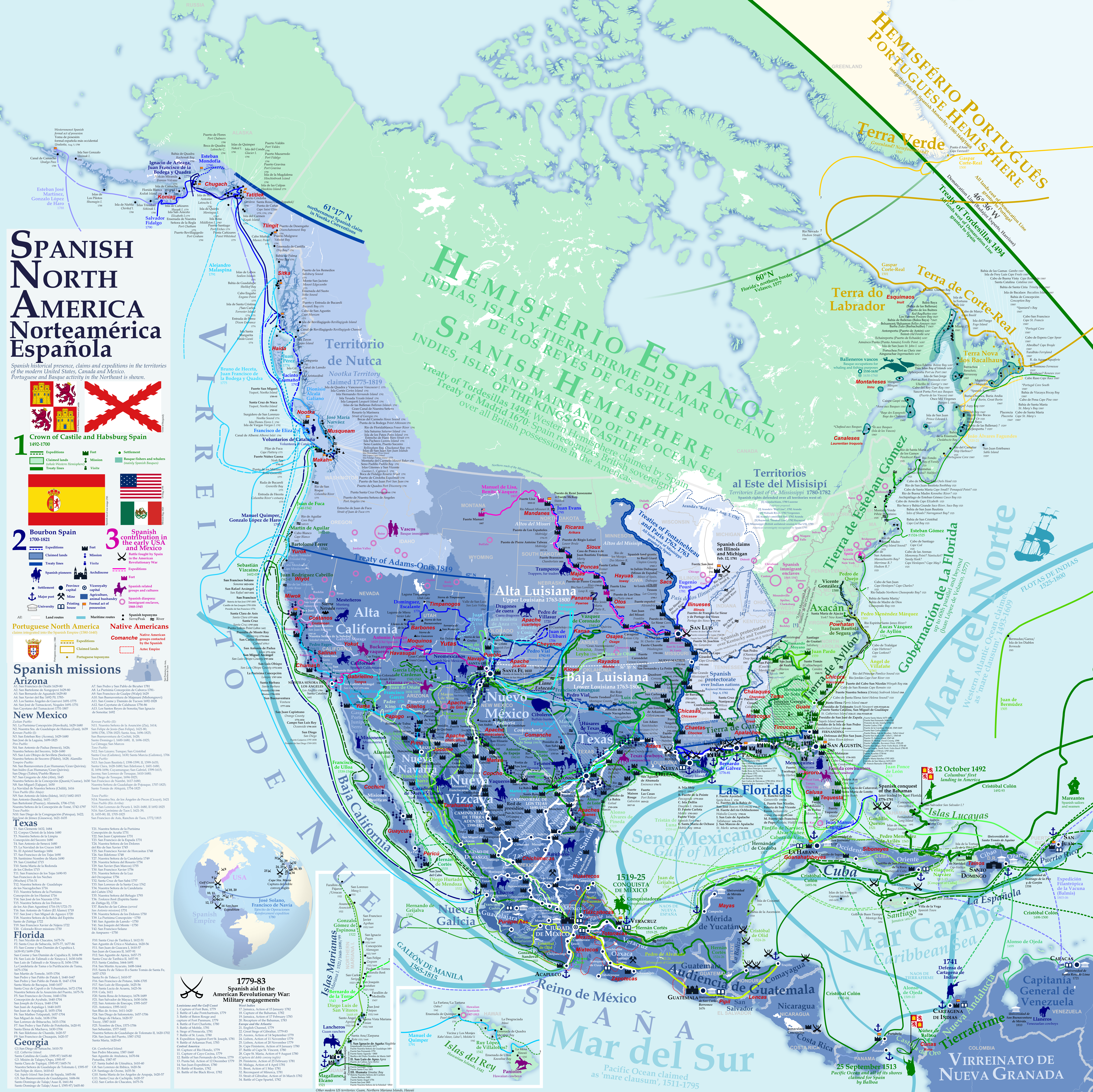
Nordamerica spagnolo

Tra il Cinquecento e l'inizio dell'Ottocento l'attuale territorio meridionale degli Stati Uniti era sotto dominio spagnolo. Esso comprendeva gli attuali stati della Florida, della California, del Texas, del Nuovo Messico e dell'Arizona. Dal 1763 al 1800 si aggiunse anche la Louisiana. Era sotto l'amministrazione del Vicereame della Nuova Spagna.

## Esplorazione della costa sudorientale
Ossessionato dalla ricerca della fonte dell'eterna giovinezza, Juan Ponce de León sentì parlare di una terra meravigliosa situata a nord di Puerto Rico. Dopo aver domato una ribellione degli indios, il 15 marzo 1513 lasciò San Juan alla ricerca di questa terra di cui aveva sentito parlare. Il 27 marzo successivo la nave arrivò nelle coste di questa terra, chiamandola Tierra de la Pascua Florida. Il 2 aprile sbarcò nei pressi dell'attuale Cape Canaveral. L'esplorazione del posto durò appena sei giorni, gli uomini di Ponce appurarono che i nativi del posto erano molto ostili, così si reimbarcarono verso sud. Arrivando sulla punta della Florida, gli spagnoli notarono che la costa si prolungava ulteriormente verso nord, così Ponce de León decise di proseguire verso ovest. La spedizione risalì la costa fino a Capo Romano, portandosi nelle vicinanze di Pensacola. Dopo aver tracciato alcune mappe, la spedizione di Ponce de León fece ritorno all'Avana e poi a Porto Rico. I dati che Ponce de León aveva tra le mani, furono sufficienti per ottenere l'appoggio della Corona spagnola, così fu finanziato un nuovo viaggio di esplorazione verso la Florida. Il 20 febbraio 1521 Ponce de León uscì nuovamente da Porto Rico in direzione della Florida. Con circa duecento uomini, questa spedizione aveva l'intento di colonizzare il territorio, ma una volta sbarcati, gli spagnoli vennero ripetutamente attaccati dagli indiani Calusa. Lo stesso Ponce de León venne ferito da una freccia avvelenata. Successivamente il piccolo insediamento spagnolo fu abbandonato e i coloni tornarono a l'Avana. Nonostante il fallimento, le scoperte di Poince de León fu importante non solo per aver scoperto la penisola, ma anche per aver saputo della presenza della Corrente del Golfo.
La scoperta della Florida non diede un immediato vantaggio al regno spagnolo. Dopo un solo anno venne intrapresa una nuova spedizione dopo il fallimento di Ponce de León. Lucas Vázquez de Ayllón, un rispettabile toledano che stava facendo fortuna con le piantagioni di zucchero a Santo Domingo, ottenne la licenza di esplorare la costa atlantica e scoprire nuove terre. Vázquez de Ayllón non era un navigatore, bensì un giudice, così contattò Francisco Gordillo, al quale incaricò di esplorare la costa a nordest della Florida. Una volta equipaggiata una caravella con tutto il necessario, Gordillo partì alla ricerca di terre sconosciute; Gordillo fu accompagnato da un vecchio amico, Pedro de Quexo, il quale era a capo di una nave noleggiata da Juan Ortiz de Matienzo. Gli uomini della spedizione sbarcarono nei pressi dell'attuale Cape Fear nella Carolina del Nord. Qui gli spagnoli fecero amicizia con degli indiani pacifici, tuttavia molti di loro erano privi di scrupoli, così li catturarono a tradimento per portarli a Hispaniola e sfruttarli come schiavi. Questa azione indignò Diego Colombo e mise nei guai Vázquez de Ayllón. Tuttavia questi riuscì a non compromettere la sua immagine presso la corte spagnola, così ottenne il permesso di intraprendere nuove missioni esplorative presso la Tierra de Chicora, descritta come una sorta di paradiso terrestre e simile all'Andalusia. Nel 1526 Vázquez de Ayllón partì da Santo Domingo con cinque navi con a bordo seicento uomini e donne, oltre a un certo numero di uomini di chiesa che dovevano convertire i nativi. Dopo aver perso una nave, Vázquez de Ayllón decise di fermarsi a Cape Fear, così da poter costruirne un'altra con la legna del posto. Vedendo il posto, i coloni spagnoli furono inorriditi dal luogo, una zona paludosa. In quel momento ci furono i primi disordini e la guida indiana del posto, chiamata Francisco Chicota, abbandonò gli spagnoli. Tuttavia Vázquez de Ayllón ordinò di proseguire il viaggio verso nord. La spedizione arrivò fino alla Baia di Chesapeake, chiamata Bahía de Santa María. Nell'ottobre 1526 i coloni furono sbarcati in Georgia, venne fondata la colonia di San Miguel de Guadalupe. Gli spagnoli passarono a San Miguel l'inverno 1526-1527. Fu un inverno molto duro e dei seicento uomini e donne che partirono, in primavera ne rimasero vivi soltanto centocinquanta. Anche Vázquez de Ayllón perì di febbre. I sopravvissuti decisero di abbandonare l'impresa e tornarono a Hispaniola.
Avendo sentito parlare di terre favolose a nordest delle Isole Caraibiche, Fancisco de Garay finanziò l'impresa di Alonso Álvarez de Pineda con quattro navi. Partita nel 1519, la spedizione di Álvarez de Pineda si portò ad est della Florida e iniziarono a costeggiare gli attuali stati dell'Alabama, della Louisiana e del Texas, scoprendo il delta del Mississippi e risalendo il Rio Grande, chiamato Rio de las Palmas. Successivamente presentò una relazione positiva sul suo viaggio e chiamò, l'area da lui scoperta, Tierra de Amichel. Approfittando di queste informazioni, nel luglio 1523 Garay volle tentare una spedizione di conquista simile a quella intrapresa da Hernán Cortés che consisteva in undici vascelli e settecentocinquanta uomini reclutati in Giamaica. Garay e i suoi uomini arrivarono all'imbocco del fiume Soto al Marina, però credettero di essere arrivati al Rio de las Palmas. Venne mandata una missione esploratrice alla ricerca dell'insediamento di Diego de Camargo, ma i risultati furono nulli. Quindi Garay decise di abbandonare l'insediamento e con si suoi uomini si diresse verso sud e marciò verso il Messico dove incontrò Cortés. Garay morì il 27 dicembre 1523 e la colonizzazione della Tierra de Amichel passò nel dimenticatoio. Tuttavia le esplorazioni di de Pineda furono importanti poiché venne mappata la costa sudorientale degli attuali Stati Uniti.
Esteban Gómez, un navigatore originario di Porto, partì da La Coruña nel settembre 1524. Il suo compito era la ricerca del Passaggio a Nord-Ovest. Attraversò l'Oceano Atlantico in linea retta con la nave La Anunciada e arrivò presso le coste dell'attuale Nuova Scozia, poi, scendendo verso sud, costeggiò le attuali Nuova Inghilterra, New York, New Jersey, Delaware e Pennsylvania. Con modestia chiamò questi territori Tierra de Esteban Gómez. Successivamente si fermò alla Baia di Chesapeake dove riparò La Anunciada, si diresse verso sud e poi fece ritorno in Spagna. Agli inizi degli anni Trenta la Corona spagnola aveva una prima conoscenza delle coste nordamericane sudorientali.

## Tentativi di colonizzazione della Florida

### Spedizione Narváez
Pánfilo de Narváez partì il 27 giugno 1527 da Sanlúcar de Barrameda a capo di cinque navi e oltre seicento uomini per conquistare la Florida. Il maltempo trovato durante il viaggio e le continue diserzioni di molti uomini condizionò la forza della spedizione e, dopo una lunga sosta a Santo Domingo e a Cuba, de Narváez sbarcò in Florida il 13 aprile 1528 nei pressi di Tampa con quattrocento uomini e ottanta cavalli. Tra loro c'era anche Álvar Núñez Cabeza de Vaca. Dopo lo sbarco, Narváez alzò lo stendardo della Castiglia, prendendo possesso del paese a nome di re Carlo. Gli ufficiali di Narváez, che diventava governatore, prestarono giuramento di fedeltà. Quindi Narváez, con un piccolo esercito, iniziò a penetrare verso l'interno ed incontrò alcuni nativi. Narváez, che aveva un carattere brutale, andò subito in collera quando gli indiani non gli consegnarono l'oro, ordinando ai suoi che il cacicco Hirrihigua fosse mutilato. Dopo questo atto di crudeltà gli indiani furono terrorizzati degli strani uomini bianchi arrivati con gigantesche canoe e il cacicco meditò la sua vendetta. L'occasione si presentò con quattro marinai spagnoli provenienti da Cuba in cerca di Narváez, i quali vennero torturati e uccisi. Nel frattempo Narváez e i suoi uomini, alla ricerca della mitica città di Apalache, continuava le sue azioni di crudeltà nella Florida settentrionale e nell'attuale Georgia contro gli indiani Suwanee e Oktokonee. Tutte le tribù indiane della Florida si erano levate in armi contro gli uomini di Narváez e passarono alla controffensiva. Non trovando l'agognato oro, Narváez decise di costruire cinque canoe e dirigersi verso ovest. La spedizione di Narváez naufragò ad ovest del Mississippi, dove perì la maggior parte degli spagnoli.

### Cabeza de Vaca
Cabeza de Vaca era uno dei sopravvissuti della spedizione Narváez. Dopo il naufragio i sopravvissuti raggiunsero terra in un luogo non precisato ad ovest delle foci del Mississippi; si trattava di un'isola, battezzata Mal Hado. Sprovvisti di ogni cosa, dovettero patire molte avversità. Perfino si cibarono dei cadaveri dei compagni. Inizialmente gli uomini sopravvissuti al naufragio erano ottanta, ma ben presto ne rimasero soltanto quindici. In quel luogo abitavano pochi indiani, tra l'altro miserabili che si alimentavano di pesce, bacche e radici, che aiutarono gli spagnoli come poterono. Poiché gli indiani erano superstiziosi, i naufraghi lavorarono come stregoni. Arrivata la primavera dell'anno successivo, rimasero soltanto tredici sopravvissuti, che decisero di andarsene dall'isola e abbandonare Cabeza de Vaca al suo destino, poiché ammalato e incapace di muoversi. Con Cabeza de Vaca rimasero solo due uomini, uno morì poco dopo, l'altro se ne andò e di lui non si seppe più nulla. I tredici spagnoli che abbandonarono Cabeza de Vaca caddero in mano a una tribù indiana feroce e di loro soltanto sopravvissero Andrés Dorantes de Carranza, Alonso del Castillo Maldonado e Estebanico. Quindi della Spedizione di Narváez, che contava ben 450 uomini, ne rimasero vivi soltanto quattro. Cabeza de Vaca si riprese e iniziò a commerciare per conto degli indiani e colse l'occasione per visitare le pianure settentironali, diventando il primo europeo a vedere i bisonti. Successivamente si ritrovò con gli altri superstiti della spedizione. Nell'agosto 1535 i quattro scapparono dagli indiani Avavares, la tribù dove erano ospitati e, dopo un lungo viaggio attraverso l'attuale Texas, arrivarono a Culiacán il 1º maggio 1536, dove furono ricevuti da Melchor Díaz.

### Spedizione de Soto
Affascinato dai racconti di Cabezas de Vaca, Hernando de Soto, governatore di Cuba, intraprese un'altra spedizione in Florida. Nel maggio 1539 sbarcò nei pressi di Tampa Bay con nove navi e oltre seicento uomini. Battezzò quella terra con il nome di Espíritu Santo. Nelle vicinanze recuperarono Juan Ortiz, un reduce delle precedenti spedizioni, in cattività da ben undici anni. Ortiz riuscì ad imparare la lingua dei Timucua e servì da interprete. Successivamente la spedizione di de Soto si spostò verso nord, dove ebbe alcune schermaglie con gli indiani. Durante l'inverno 1539-1540 la spedizione si accampò ad Anhaica, capitale degli indiani Appalacchi, nei pressi dell'attuale Tallahassee. Nel 1540 de Soto e i suoi uomini puntarono verso nord e nordovest, raggiungendo gli attuali stati della Georgia, della Carolina del Sud, della Carolina del Nord, del Tennessee e dell'Alabama. In Alabama gli spagnoli passarono un mese ed avevano bisogno di rifornimenti. Quando Hernando de Soto incontrò per la prima volta il capo locale Tuscalusa nel suo villaggio natale, gli chiese dei rifornimenti, Tuscalusa gli consigliò di recarsi in un'altra delle sue città, nota come Mabila, dove avrebbero trovato ciò che cercavano. Un messaggero indigeno venne inviato a Mabila. Quando Tuscalusa arrivò a Mabila con il primo gruppo di spagnoli, il capo chiese agli spagnoli di lasciare l'insediamento e la regione. Scoppiò una rissa tra un soldato e un indigeno e molti guerrieri che fino ad allora erano rimasti nascosti nelle case iniziarono a bersagliare di frecce gli spagnoli. Gli spagnoli fuggirono, lasciando i loro averi all'interno della fortezza. L'intero conflitto che ne derivò è divenuto noto come Battaglia di Mabila. Muniti di armi da fuoco, gli spagnoli alla fine incendiarono il villaggio e uccisero la maggior parte dei guerrieri. Durante l'inverno 1540-1541 gli spagnoli si accamparono nei pressi di Tupelo. Nel 1541 raggiunsero il Mississippi e poi si accamparono nell'attuale Arkansas. Dopo la morte di de Soto, avvenuta il 21 maggio 1542, i superstiti decisero di porre fine alla missione e ridiscesero il Mississippi con le canoe e alcuni mesi dopo arrivarono a Città del Messico.

### Spedizione de Lavezaris
A metà Cinquecento il predominio totale della Spagna sul Nordamerica iniziava a essere messo in discussione dai francesi, perciò il Consiglio delle Indie volle stabilire una posizione in Florida. Dopo l'approvazione, re Filippo II ordinò che la missione fosse pacifica e che avesse l'obiettivo di cristianizzare i nativi e la fondazione di nuove città, per cui i coloni vennero accompagnati da un gruppo di frati domenicani. A prendersi cura dell'organizzazione fu il viceré della Nuova Spagna Luis de Velasco, che affidò l'incarico della spedizione a Guido de Lavezaris. Lavezaris partì il 3 settembre 1558 da Veracruz con tre piccole navi. Navigando al largo della costa messicana, la spedizione sbarcò una prima volta nei presi dell'attuale Kingsville, poi una seconda volta a Matagorda Bay. Qui gli uomini di Lavezaris presero possesso formalmente del territorio a favore del re spagnolo. Successivamente la spedizione proseguì verso la costa orientale, ma trovò forti tempeste e terminò a Choctawhatchee Bay.

### Spedizione de Luna y Arellano
Successivamente il viceré ordinò una nuova spedizione diretta in Florida, stavolta era comandata da Tristán de Luna y Arellano. Il gruppo di Tristan da Luna partì da Veracruz l'11 giugno 1559 ed era formata da 13 navi e più di mille soldati e coloni. In seguito sbarcarono nei pressi della Baia di Ochuse, cioè nelle vicinanze dell'attuale Pensacola. Luna diede ordine di ancorare la flotta e di rimandare un galeone a Veracruz per informare il viceré; altri due galeoni partirono per la Spagna per reclutare altri coloni. Dopo aver mandato in avanscoperta un gruppetto di uomini, Luna decise di dividere i coloni in tre gruppi, poiché intendeva fondare tre insediamenti, uno doveva esplorare il fiume Coosa, un secondo doveva risalire il fiume Escambia, il terzo addentrarsi verso il nord della penisola. Durante la notte del 19 settembre una terribile tempesta si abbatté sulla Florida. Dopo un giorno la flotta era quasi distrutta e gran parte dei coloni perì. Dato che le condizioni di sopravvivenza erano impossibili, Tristán de Luna decise di marciare verso ovest alla ricerca del gruppo che era addentrato in Alabama. Inoltre mandò una nave a Cuba per chiedere aiuto. Dopo aver lasciato a Juan de Jaramillo una cinquantina di uomini, il grosso della spedizione marciò all'interno dove trovarono un villaggio di circa ottanta capanne chiamato Nanicapana; qui Luna fondò la sua colonia chiamata Santa Cruz. Nel frattempo il viceré venne informato della cattiva situazione della spedizione di Tristán de Luna, perciò decise di inviare due navi in soccorso più la promessa di aiuti nella primavera successiva. L'inverno fu duro e molti uomini morirono. Quando arrivò la primavera successiva la situazione era disperata, così gli spagnoli decisero di marciare verso nordest e, dopo cinquanta giorni di marcia, arrivarono a Olibahali, luogo in cui gli indiani erano amichevoli. Agli inizi di luglio gli spagnoli si trovavano a Coosa, oggi Rome in Georgia. Qui gli spagnoli si trattennero per tre mesi e si allearono con gli indiani locali. Poi marciarono verso sud. Si ebbero i primi ammutinamenti. Successivamente Tristán de Luna si ammalò di febbre e la missione rischiava di essere abbandonata.
Il viceré decise di rimpiazzare Luna con Ángel de Villafañe. Questi nel 1561 si trovava già nella Baia di Ochuse e assunse il titolo di governatore delle Province di Florida e Punta de Santa Elena. Qui incontrò Tristan da Luna e lo trattò con rispetto. Successivamente Villafañe lasciò cinquanta uomini ad Ochuse e salpò con il resto del personale della colonia (circa 230 persone) verso Santa Elena (tra Georgia e Carolina del Sud). Dopo numerose tappe lungo la costa della Carolina, nel tentativo di trovare un porto sicuro, la sua flotta venne colpita da un altro uragano, ma alcune navi riuscirono a salvarsi. Villafañe guidò la flotta sopravvissuta a Hispaniola, per poi dirigersi verso L'Avana, dove si stabilirono definitivamente molti dei suoi soldati. Dopo tre mesi passati a Cuba, Villafañe tornò ad Ochuse per recuperare i 50 uomini rimasti, tornando poi in Messico. Insieme ad altri partecipanti del tentativo di colonizzare la Florida, Villafañe venne chiamato dal viceré Velasco per fornire aiuto ai futuri insediamenti. Questo chiuse il negativo bilancio degli insediamenti lungo la costa del Golfo e della costa atlantica.

## Florida sotto il dominio spagnolo
A metà Cinquecento tutti i tentativi spagnoli di colonizzare la Florida erano falliti miseramente. A Cuna e in Spagna si cominciava a pensare che la penisola era un territorio maledetto e che non c'era possibilità di formare uno stabile insediamento. Inoltre si capì che in Florida non esisteva la fonte dell'eterna giovinezza e nemmeno ricchi regni. Era un posto dove si trovava solo foreste oscure, animali pericolosi e popolazioni ostili. Tuttavia c'era ancora chi era convinto che la corona spagnola dovesse prendere possesso effettivo anche di quella penisola.
Poco dopo il rimpatrio a Cuba della spedizione di Angel de Villafañe, nel 1562 l'esploratore francese, di religione ugonotta, Jean Ribault condusse una spedizione in Florida. Partito assieme a Jacques Le Moyne de Morgues e a René Goulaine de Laudonnière, Ribault arrivò in Florida nel mese di aprile e fece costruire sulla Parris Island un forte chiamato Charlesfort in onore di Carlo IX di Francia. Ribaul ritornò in Francia in cerca di rinforzi ma, in piena guerra di religione, fu costretto ad emigrare nella protestante Inghilterra, dove però venne imprigionato. Nel frattempo i coloni seguirono Laudonnière e nel 1564 fondarono Fort Caroline poco più a sud dell'insediamento originario nei pressi dell'attuale Jacksonville. Nel 1565 Fort Caroline fu rinforzata dall'arrivo di nuovi coloni capeggiati da Jean ribault. Fort Caroline si trovava in una posizione strategica, così iniziarono ad attaccare i galeoni spagnoli.
Nel frattempo la corte spagnola fu informata dell'impresa ugonotta in Florida. Pedro Menéndez de Avilés, dopo essere stato rilasciato dalla prigionia, venne nominato adelantado de La Florida da re Filippo II. Gli fu promesso inoltre il titolo di marchese nonché la concessione di ampli terreni. La spedizione di Menéndez de Avilés partì da Cadice il 28 luglio 1565. Il 28 agosto successivo, il giorno in cui cade la festa di Sant'Agostino, la flotta spagnola gettò l'ancora in Florida, dove attualmente sorge St. Augustine. Il successivo 8 settembre venne fondata la colonia di San Agustín. Ribault, che era al corrente dell'arrivo degli spagnoli, piuttosto di resistere, decise di attaccare Menéndez. Laudonnière, contrario a questa idea, rimase a Fort Caroline con pochi uomini e con le donne della colonia. Menéndez, dopo aver radunato tutti per la prima messa attorno a un altare temporaneo, tracciò le linee per costruire il nuovo forte a San Agustín. Dopo aver scoperto l'esistenza della colonia ugonotta nella zona, Menéndez era fortemente determinato a cancellare la presenza eretica in Florida.
L'11 settembre 1565 Ribault tentò l'assalto alla colonia spagnola, ma fallì perché la sua flotta fu distrutta da un uragano. Con i sopravvissuti Ribault sbarcò a una centinaia di chilometri a sud di San Agustín, nei pressi dell'insenatura di Ponce de León. Nel frattempo Menéndez comprese che il momento era propizio e ordinò il contrattacco. Una decina di giorni dopo Fort Caroline fu presa dagli spagnoli. La maggior parte dei francesi fu massacrata. Laudonnière riuscì a scappare. Menéndez rinominò il forte come San Mateo. Una volta tornato a San Agustín, Menéndez venne a sapere che gli ugonotti si erano incagliati a sud, quindi decise di partire all'assalto dei sopravvissuti. Ribault e 
circa duecento uomini vennero massacrati sul fiume Matanzas. Questo evento mise fine ai tentativi di colonizzazione francese della Florida. Due anni dopo Dominique de Gourges attaccò San Mateo e riuscì a scacciare gli spagnoli, ma la sua impresa fu effimera, dato che non lasciò nessun uomo a presidiare il forte.
Dopo aver eliminato la minaccia franco-calvinista, Menéndez de Avilés volle fortificare la colonia e decise di fondare la colonia di Santa Elena, che era ubicata sull'Isola di Parris, nell'attuale Carolina del sud. Comprendendo l'importanza geopolitica del Nordamerica, Menéndez pensava che, con un certo numero di fortificazioni nella costa orientale, da Terranova alla Florida, la Spagna poteva proteggere la navigazione dei galeoni. Inoltre progettò il Camino Real, che doveva unire San Agustín al Messico. Nel frattempo da Santa Elena Juan Pardo condusse un paio di spedizioni nel retroterra. Tuttavia Santa Elena venne abbandonata già nel 1587.
Il 6 giugno 1586 San Agustín fu attaccata dai pirati inglesi comandati da Sir Francis Drake. Gli spagnoli, in inferiorità numerica, non furono in grado di difendere la colonia. Il giorno successivo San Agustín venne saccheggiata. Dopo la partenza di Drake, gli spagnoli ripresero San Agustín, che si trovava semidistrutta.
Il controllo spagnolo effettivo della Florida non fu mai del tutto effettivo. I soli centri abitati di una certa importanza erano solamente Pensacola e San Agustín. Altri centri minori facevano da base per gli ordini religiosi, che avevano il compito di convertire le tribù amerindiane. Dopo l'attacco inglese del 1668 a San Agustín, le autorità spagnole decisero di fare uno sforzo per costruire una fortificazione efficace in modo da difendere la colonia, edificata con la coquina che si trovava sulla costa. Nel 1685 il castello di San Marco era terminato; di forma a stella, era piccolo, ma allo stesso tempo eccellente. Protetto da un fossato e con tanti cannoni, la guarnigione era sempre pronta ad affrontare qualsiasi minaccia. Il Castello di San Marco resistette a diversi attacchi inglesi nel corso del Settecento.
Nella seconda metà del Seicento la Florida contava solamente poche centinaia di coloni, concentrati perlopiù a San Agustín. C'erano poche haciendas, collocate prevalentemente lungo il Camino real. Le missioni francescane erano 124.
Nel frattempo in Nordamerica si installarono le altre potenze europee, svedesi, scozzesi, olandesi e, soprattutto, inglesi e francesi. La Spagna rivendicava ancora la sovranità del territorio nordamericano fino all'attuale territorio della Carolina del Nord, tuttavia San Agustín rimase l'avamposto più settentrionale. Negli ultimi anni del Seicento i coloni britannici iniziarono a installarsi nell'attuale Carolina del Sud e attaccarono le missioni francescane del posto.

## Texas, Nuovo Messico e Arizona
Nel 1530 Nuño Beltrán de Guzmán, presidente dell'Audencia del Messico, aveva sentito raccontare da un nativo di nome Tejo, da lui catturato, che esistevano delle ricche città a nord, oltre il deserto, a quaranta giorni di marcia. Guzmán diede credito a questa storia e dopo aver abbandonato l'ufficio a Città del Messico, organizzò una spedizione diretta verso nord. Gli spagnoli raggiunsero Tarasca e riuscirono a conquistare un ampio territorio, chiamato Nuova Galizia e ad incorporarlo alla Nuova Spagna. Nonostante ciò Guzmanb pensò che la spedizione fu fallimentare poiché non trovò l'agognata ricchezza e, dopo essersi trovato di fronte a una catena montuosa, la Sierra Madre, fece ritorno a Culiacán.
Dopo essere stato nominato governatore della Nuova Galizia, Francisco Vázquez de Coronado partì alla ricerca della mitica città di Cibola. La spedizione di Coronado partì da Santiago di Compostela il 23 febbraio 1540. Coronado, accompagnato da 335 spagnoli e più di mille nativi, raggiunse Culiacán il 28 marzo. La spedizione di Coronado arrivò al fiume Zuni e conquistò il villaggio di Hawikuh. Durante la battaglia con gli indiani Zuni, Coronado fu ferito e dovette per ciò inviare diverse spedizioni nelle zone circostanti. Una fu quella di Pedro de Tovar, che entrò nei territori degli Hopi. Un'altra fu comandata da García López de Cárdenas che arrivò al fiume Colorado. La terza, con a capo Hernando de Alvarado, raggiunse il Pueblo Acoma. Durante l'inverno 1540-1541 Coronado decise di accamparsi a Tiguex. Qui gli spagnoli ebbero un brutale scontro con i nativi. Nella primavera 1541, dopo aver sentito il racconto di un indiano detto el Turco, Coronado partì alla ricerca di Quivira, un paese favoloso. Dopo tre settimane di marcia, Coronado comprese che el Turco lo aveva ingannato, così decise di giustiziarlo. Nonostante ciò continuò la marcia e, con i suoi uomini, arrivò in Kansas, nei pressi dell'attuale Lindsborg e, con grande delusione, scoprì che gli indiani Quivir, cioè i Whichita, erano molto poveri. Quindi decise di far ritorno a Tiguex dove passò l'inverno 1541-1542. Coronado e un centinaio dei suoi uomini tornarono a Città del Messico nel 1542.
Negli anni Sessanta del Cinquecento gli spagnoli iniziarono a stabilirsi nell'attuale stato messicano del Chihuahua. Nel 1567 venne fondata Santa Bárbara. Santa Barbara divenne ben presto un avamposto per le successive esplorazioni dei territori a nord del Rio Grande.
Nel 1581 il frate francescano Agustín Rodríguez, accompagnato da altri due missionari, Juan de Santa María e Francisco López, partirono dal Messico in direzione nord. Rodríguez aveva ottenuto l'autorizzazione di tentare la colonizzazione del Nuovo Messico. La spedizione era equipaggiata con seicento capi di bestiame, novanta cavalli e novantanove indiani cristianizzati che servivano da facchini e scortata da otto cavalieri con a capo Francisco Sánchez, detto "Chamuscado" per la sua barba rossa. Una volta disceso il Rio Conchos, la spedizione arrivò al Rio Grande. Qui gli spagnoli entrarono in contatto con gli indiani cabris, dove trovarono alloggio. Dopo aver attraversato il Rio Grande, gli spagnoli visitarono i villaggi degli jumanos, nelle vicinanze dell'attuale città di Presidio e, proseguendo verso nord, arrivarono a El Paso, entrando in contatto con alcune tribù indiane Pueblo. Dopo aver preso possesso nel nome del Re di Spagna, il gruppo esplorò le vicinanze. Agli inizi del 1582 Chamuscado e i suoi uomini decisero di tornare a Santa Bárbara per dar conto al viceré delle scoperte. Tuttavia Rodríguez e López, Santa María era partito per tornare in Messico tempo prima, ma fu ucciso per mano di alcuni indiani, volevano rimanere con gli indios. I due francescani pensavano di fondare una missione a Puaray, poco a sud di Bernalillo, ignorando gli avvertimenti del capitano. Quindi Sánchez e i suoi uomini fecero volta verso Santa Barbara, ma il capitano morì di febbre durante il viaggio.
Negli anni successivi continuarono le spedizioni a nord del Rio Grande, alcune erano sponsorizzate dal viceré, altre furono prese di propria iniziativa. Una di queste fu quella di Antonio de Espejo e del francescano Bernardino Beltrán, che intrapresero la spedizione con quattordici uomini armati, servitori al seguito nonché un centinaio di cavalli e muli. Il gruppo di Espejo partì 10 novembre 1582, seguendo la strada della spedizione di Rodríguez e Chamuscado. Ribattezzò il territorio Nuova Andalusia. Nei territori dei Jumanos vennero a sapere dell'esistenza di quattro strani uomini, tre bianchi e un nero, si trattava di Cabeza de Vaca e degli altri tre della spedizione Narváez. Successivamente marciarono verso nord e, nel gennaio 1583, arrivarono nel territorio degli indiani Manso e Suma. Poi continuarono fino al territorio dei Pueblo dove vennero a sapere della terribile fine dei due francescani Rodríguez e López. Nel marzo 1583 Beltrán decise di tornare a Santa Bárbara. Invece Espejo decise di continuare l'esplorazione e nell'estate dello stesso anno arrivò nel territorio dell'attuale Arizona; il 10 settembre arrivò a San Barlolomé. Vantandosi un po' delle sue scoperte, Espejo sperava di portare avanti una nuova spedizione in Arizona, ma la risposta fu negativa.
Nell'ultimo decennio del Cinquecento ci furono altre due spedizioni a nord del Rio Grande, questa volta "illegali", nel senso che non ricevettero il beneplacito dalle autorità, si tratta della spedizione di Gaspar Castaño de Sosa e della Spedizione di Humana e Leyva. Dopo aver reclutato centosettanta persone, Castaño de Sosa partì da Almaden, oggi Monclova, il 27 luglio 1590, portando con sé animali, carri e scorte alimentari. Dopo alcuni mesi di faticoso viaggio, reso ancora più complicato dalla presenza dei carri, verso la fine di dicembre il gruppo giunse in vista di Pecos Pueblo. Qui ebbe degli scontri con la popolazione locale e Castaño attaccò il pueblo, costringendo gli abitanti alla fuga e requisendo i viveri necessari al sostentamento del gruppo. Successivamente egli si spostò a ovest nella valle del Rio Grande, visitando fra gennaio e marzo 1591 diversi pueblo Tewa, Keres e Tiwa, di cui prese formalmente possesso a nome della corona di Spagna. Contemporaneamente egli fece delle prospezioni minerarie nella valle di Galisteo, ma senza successo. Nel marzo 1591 Castaño fu raggiunto da un drappello di soldati spagnoli mentre si trovava al Pueblo San Domingo. Successivamente fu condotto a Città del Messico, dove venne processato e condannato.
Nel 1595 i militari Antonio Gutiérrez de Humana e Francisco Leyva de Bonilla reclutarono a Santa Bárbara un certo numero di uomini, sia nativi sia spagnoli, partirono alla ricerca di ricchi regni. La loro impresa non ebbe l'avallo delle autorità, così divenne "illegale". La spedizione, che raggiunse le Grandi Pianure, si risolse in un fallimento. L'unico sopravvissuto fu Jusepe Gutiérrez che nel 1599 riferì i fatti a Juan de Oñate. Secondo il racconto di Gutiérrez, la spedizione, dopo aver lasciato Santa Bárbara, puntò a nord seguendo il percorso delle precedenti spedizioni, cioè lungo il Río Conchos e il Rio Grande. Sembra che avessero viaggiato per circa un anno fra i Pueblo avendo stabilito il loro quartier generale a San Ildefonso Pueblo. Successivamente gli spagnoli si spostarono a est raggiungendo il pueblo di Pecos e poi la zona dove vivevano le mandrie di bisonti, con un viaggio di circa un mese. In questo viaggio incontrarono anche degli accampamenti di Querecho, da loro chiamati Vaquereo (Apache). Dopo altre due settimane di viaggio nella stessa direzione, in cui le mandrie di bisonti diventavano sempre più grandi, giunsero alla biforcazione di due grandi fiumi, probabilmente la confluenza del Canadian con l'Arkansas. Poco oltre il secondo fiume incontrarono un grande insediamento indiano, che impiegarono due giorni ad attraversare. Si trattava probabilmente di un posto noto come Quivira, già visitato da Coronado nel 1541. L'insediamento era formato da centinaia di case costituite da capanne con una struttura di pali di legno con pareti e tetto di paglia a forma di cupola. I nativi, che appartenevano alla tribù dei Wichita, accolsero gli spagnoli pacificamente e li rifornirono abbondantemente di cibo. Lasciato alle spalle il villaggio Wichita il gruppo proseguì verso nord incontrando mandrie di bisonti ancora più grandi. Dopo tre giorni che avevano lasciato il villaggio insorsero delle questioni fra Leyva e Gutiérrez de Humana. Dopo un'intera giornata passata nella sua tenda a scrivere, Humana mandò a chiamare il capitano Leyva e quando questi gli fu davanti tirò fuori un coltello da macellaio e lo colpì a morte. Dopo la morte di Leyva il gruppo proseguì il viaggio e dopo dieci giorni dalla partenza dal grande insediamento raggiunse la riva di un fiume largo circa un quarto di lega (circa un chilometro). Qui Jusepe ed altri cinque indiani abbandonarono la spedizione. Alcuni si persero e vennero uccisi, mentre Jusepe fu fatto prigioniero dagli Apache e visse con loro per un anno fino a quando fuggì e fece ritorno nel Nuovo Messico fermandosi presso il pueblo di Pecos. Secondo i resoconti successivi raccolti da Oñate dai nativi di Quivira, Humana e gli altri membri della spedizione vennero uccisi dagli indiani diciotto giorni dopo aver lasciato l'accampamento di Quivira.
Nel 1595 re Filippo II ordinò a Juan de Oñate di colonizzare la parte settentrionale del Rio Grande già esplorata da Francisco Vázquez de Coronado nel 1540, da Chamuscado e Rodríguez nel 1581 e da Antonio de Espejo nel 1582. Il suo obiettivo era la diffusione del cattolicesimo fra la popolazione indigena stabilendo nuove missioni. Iniziò la sua spedizione nel 1598, guadando il Rio Grande all'altezza dell'attuale Ciudad Juárez; attraversò El Paso alla fine di aprile del 1598 dichiarando annesso al territorio spagnolo tutto il territorio al di là del fiume. Quell'estate la sua spedizione continuò l'esplorazione del Rio Grande nei territori corrispondenti al nord del Messico attuale dove trovò dei villaggi indiani. Egli fondò la colonia di San Juan divenendone il primo governatore. Gaspar Pérez de Villagrá, un capitano della spedizione, fece la cronaca della conquista di Oñate nel suo poema epico Historia de Nuevo México del 1610. Oñate si guadagnò presto una reputazione di austero governatore da parte dei coloni spagnoli e degli indigeni. Egli punì gli abitanti del villaggio indigeno di Acoma, che dopo aver invitato 12 dei suoi uomini ad entrare per prendere delle provviste, tesero loro un agguato e li uccisero. Nel processo che seguì venne deciso di amputare un piede a ciascun maschio con più di 25 anni di età. Nel 1606 Oñate fu chiamato a Città del Messico.
Nel 1609 Pedro de Peralta fondò la colonia di Santa Fe ai peidi dei Monti Sangre de Cristo. Santa Fe divenne la capitale del territorio del Nuovo Messico. Peralta fu nominato governatore dal viceré Luis de Velasco. Qualche decennio dopo, nel 1629, vennero fondate tre missioni gesuite, pressappoco nell'attuale territorio nordorientale dell'Arizona; furono distrutte nel 1680 durante la rivolta degli indiani Pueblo. Anche Santa Fe venne occupata dagli indigeni e la capitale fu spostata a El Paso. Nel 1692 Diego de Vargas condusse la spedizione che portò alla riconquista di Santa Fe. Dopo aver sedato gli indiani Pueblo, i coloni spagnoli fondarono Albuquerque nel 1706
Negli ultimi anni del Seicento la presenza francese nei territori a nord del Rio Grande iniziava ad essere sempre più ingombrante. Nel 1682 René Robert Cavelier de La Salle raggiunse le foci del Mississipi prendendone possesso per conto del Re di Francia. Ancora La Salle, nel 1685 fondò la colonia Fort Saint Louis nelle vicinanze della Baia di Matagorda. Gli spagnoli compresero subito che la colonia rappresentava una minaccia per i loro possedimenti. Quindi lanciarono una serie di spedizioni, via terra e via mare, per localizzare la colonia francese, tuttavia per tre anni non ci riuscirono. Agli inizi del 1689 la spedizione guidata da Alonso de León trovarono un disertore francese che viveva presso una tribù indiana. Questi guidò gli spagnoli fino a Fort Saint Louis. La colonia francese in Texas era stata appena distrutta dagli indiani Karankawa.
La notizia della distruzione del forte francese «creò un immediato ottimismo e stimolò il fervore religioso» a Città del Messico. La Spagna aveva approfondito molto la conoscenza della geografia del Texas durante le numerose spedizioni alla ricerca di Fort Saint Louis. Nel marzo 1690, Alonso De León guidò una spedizione per fondare una missione nel Texas orientale; essa fu chiamata San Francisco de los Tejas e venne completata nei pressi di un villaggio Nabedache alla fine di maggio. La prima messa fu celebrata il 1º giugno. Il 23 gennaio 1691 la Spagna nominò il primo governatore del Texas, il generale Domingo Terán de los Ríos. Durante la sua visita alla missione di San Francisco de los Tejas nel mese di agosto, egli scoprì che i sacerdoti avevano stabilito una seconda missione nelle vicinanze, ma avevano poco successo nel convertire gli indiani locali al Cristianesimo. Essi infatti rubavano regolarmente bestiame e cavalli e mostravano poco rispetto nei confronti dei sacerdoti. Quando Terán lasciò il Texas in quello stesso anno, la maggior parte dei missionari scelse di tornare con lui, lasciando soltanto 3 religiosi e 9 soldati nelle missioni. Il gruppo si lasciò alle spalle anche un'epidemia di vaiolo. I Caddo infuriati minacciarono gli spagnoli rimasti, che ben presto abbandonarono la neonata missione e tornarono a Coahuila. Nei venti anni successivi, la Spagna ancora una volta ignorò completamente il Texas.

## Conflitti militari nel Settecento

### Conflitti con gli indiani
Dopo la rivolta dei Pueblo, ad inizio Settecento gli Apache, i Comanche e i Pima furono una pericolosa minaccia per le colonie spagnole del Nordamerica. In quel periodo i Comanche avevano controllo di un ampio territorio nelle grandi pianure, chiamata dagli spagnoli la Comancheria, e spingevano gli Apache verso i territori spagnoli. Gli Apache Lipan, che erano popolazioni seminomadi, iniziarono a saccheggiare San Antonio già dal 1720. Benché gli spagnoli riuscirono più volte a contrattaccare, la guarnigione di stanza pregò più volte le autorità di arrivare a un negoziato con questa tribù. Pressati a loro volta dai rivali Comanche, gli Apache firmarono un trattato di pace con la Spagna nel 1749.
A metà Settecento i Comanche erano divisi in due gruppi: uno orientale, stanziato nel Texas settentrionale, l'altro occidentale, insediato nel Colorado meridionale. Si stima che i Comanche contassero una popolazione di circa venti-trentamila persone. D'altro canto i coloni spagnoli erano poche migliaia e quindi in inferiorità numerica. Negli anni Sessanta il Marchese di Rubi raccomandò di costruire fortificazioni a nord di San Antonio. Nel 1785 il governatore Domingo Cabello de Robles riuscì a venire a patti con i Comanche orientali. Allo stesso tempo Juan Bautista de Anza siglò la pace con i Comanche occidentali.
Infine i Pima si rivoltarono contro gli spagnoli nel 1751 e massacrarono oltre cento coloni nell'attuale Arizona. La rivolta venne domata l'anno seguente e l'esercito spagnolo edificò tre nuovi forti, il Presidio San Ignacio de Tubac, il Presidio San Agustín del Tucsón e il Presidio Santa Cruz de Terrenate.

### Conflitti con le altre potenze europee
Le guerre settecentesche, che si combatterono in Europa per questioni dinastiche, ebbero un eco mondiale e uno dei teatri di guerra fu anche il Nordamerica. Nel 1702 fu attaccata e saccheggiata la colonia di San Agustín in Florida da miliziani della Carolina del Sud. Le truppe si asserragliarono nel Castello di San Marcos. Le missioni francescane della Florida andarono distrutte dai continui attacchi britannici e degli indiani loro alleati. Negli anni successivi San Agustín era in rovina; la popolazione in povertà estrema e le truppe spagnole erano costrette a mangiare gatti e topi per sopravvivere. Dal 1714 la Spagna riuscì a poco a poco recuperare la Florida, tuttavia la regione degli Apalacchi andò persa in favore dei britannici.
La Guerra della Quadruplice Alleanza, che vide la Spagna combattere contro la Francia, la Gran Bretagna, Savoia e le Province Unite, ebbe come teatro principale l'Italia, tuttavia la Francia e la Gran Bretagna ne approfittarono per attaccare i territori spagnoli in Nordamerica. Nel gennaio 1719 Jean-Baptiste Le Moyne de Bienville attaccò Pensacola. In Texas una piccola formazione di soldati francesi, erano soltanto sette, attaccò la missione di San Miguel de lo Adaes. I francesi raccontavano che era in arrivo dalla Louisiana un corpo di spedizione formato da cento uomini, in modo da attaccare le missioni. Tuttavia la Spagna reagì alla minaccia. Nel 1721 un corpo di spedizione, sotto la guida del Marchese di Aguayo, scacciò i francesi dal Texas orientale e riaffermò la presenza spagnola. Venne incentivata la colonizzazione e fu costruito un nuovo forte, Nuestra Señora del Pilar de los Adaes al confine con la Louisiana francese. Nel frattempo la spedizione guidata da Pedro de Villasur, che aveva il compito di controllare la presenza francese nelle Grandi Pianure, venne massacrata dagli indiani Pawnee nel Nebraska, alla confluenza dei fiumi North Platte e South Platte.
Nel 1733 il generale britannico James Oglethorpe fondò Savannah, nell'attuale Georgia, territorio all'epoca ancora conteso tra Spagna e Gran Bretagna. Tre anni dopo arrivarono, a bordo della nave Prince of Wales, coloni provenienti dalle Highlands. I scozzesi si stabilirono alle foci del fiume Altamaha e fondarono New Inverness, poi rinominata in Darien. In pochi anni la nuova colonia riuscì a prosperare. All'epoca della guerra di successione austriaca la Spagna era in guerra contro la Gran Bretagna, perciò le nuove colonie britanniche rappresentavano una minaccia per la Florida spagnola. Il governatore Manuel Montiano decise di sferrare per primo l'attacco ai britannici, nonostante l'inferiorità numerica, a fine 1739 lanciarono un attacco al forte di Isola Amelia. Nel giugno del 1740 una colonna di soldati regolari britannici guidata da Oglethorpe, accompagnata da milizie del posto e da indiani alleati, tentò di attaccare San Agustín, ma con esito negativo. Il governatore Montiano era ben cosciente che i britannici sarebbero ritornati e che la madrepatria, impegnata in Europa, non avrebbe mandato rinforzi nel lontano Nordamerica, così decise di contrattaccare nonostante l'inferiorità numerica. In Georgia l'allarme era totale, così Oglethorpe ottenne rinforzi dalla Virginia e dal Maryland. Agli inizi di luglio del 1742 gli spagnoli sbarcarono sulla collinetta Gascoigne, nei pressi del fiume Federica, e conquistarono Fort Saint Simon. Il 7 luglio ci fu una schermaglia tra britannici e spagnoli a Bloody Marsh, dove i primi ebbero la meglio, sebbene avessero ucciso soltanto sette soldati. Oglethorpe, arrivato dopo la battaglia, si prese il merito della vittoria. Gli spagnoli, temendo che Oglethorpe avesse avuto rinforzi, partirono da Saint Simon il 25 luglio.
Nel 1761 la Spagna entrava in guerra a fianco della Francia contro la Gran Bretagna. All'epoca in Nordamerica si combatteva la guerra franco-indiana, uno dei teatri della più ampia Guerra dei Sette Anni, e il Canada francese era stato conquistato dai britannici e alla Francia rimaneva ancora la Louisiana. Vedendo la possibilità di estendere le loro colonie, i britannici dichiararono guerra alla Spagna nel gennaio 1762. Nell'estate del 1762 i britannici riuscirono a conquistare L'Avana e Manila. Per la Spagna fu un disastro, dato che perdette il 20% dei vascelli. Tuttavia con il Trattato di Parigi, la Spagna riprese Cuba e le Filippine e acquisì la Louisiana, ma perdette la Florida a favore dei britannici.
Nel 1764 otto navi trasferirono la popolazione ispanica di San Agustín a Cuba. Nel frattempo le autorità spagnole presero effettivo possesso della Louisiana e il primo governatore della provincia fu Antonio de Ulloa. Nel 1768 una rivolta da parte degli abitanti francofoni; Ulloa fu costretto ad andarsene da New Orleans. L'anno dopo il nuovo governatore Alejandro O'Reilly soppresse la rivolta e giustiziò cinque cospiratori. Il successivo governatore Luis de Unzaga y Amézaga ebbe approccio più conciliante verso i francofoni, promosse il bilinguismo nella provincia e l'arrivo di nuovi coloni, francofoni dall'Acadia e dall'Illinois, ispanofoni dalla Isole Canarie e anche angloamericani. Negli anni settanta New Orleans iniziò a prosperare. Nel 1767 partì una spedizione guidata da Francisco Rui nell'Alta Louisiana che costruì diverse fortificazioni lungo il Mississippi. Nel frattempo gran parte dei coloni francofoni dell'Illinois si stabilì ad ovest del fiume, sperando nella protezione della monarchia spagnola; proprio in questo periodo venne fondata Saint Louis.
Bernardo de Gálvez, che succedette al governo della Louisiana al cognato Unzaga, diede la dichiarazione di guerra alla Gran Bretagna per conto della Spagna. Sconfisse i britannici a Baton Rouge e riuscì a riconquistare la Florida nel 1781. Il Trattato di Parigi del 1783 ridava la Florida alla Spagna.

## Alta California ed esplorazione del Pacifico settentrionale

### Esplorazione e colonizzazione
Nel 1542 l'imperatore Carlo V inviò una spedizione comandata da Juan Rodríguez Cabrillo, il quale, a capo di due navi, fu il primo europeo a scoprire il porto di San Diego, le isole del Canale di Santa Barbara e la baia di Monterey. Cabrillo arrivò fino a Point Reyes prima di tornare indietro all'isola di San Miguel, dove morì all'inizio del 1543 a causa di una ferita. Bartolomé Ferrer, il consigliere di Cabrillo, continuò la spedizione, arrivando probabilmente in Oregon. Nel secondo Cinquecento le navi spagnole cariche di mercanzie, provenienti dall'Asia, visitavano spesso la costa californiana nella tratta marittima Manila-Acapulco. I crescenti timori sulla sicurezza della California vennero confermati quando Francis Drake arrivò nella costa del Pacifico nel 1579, rivendicando il territorio per conto dell'Inghilterra con il nome di Nuova Albione. Nel 1587 Thomas Cavendish si impadronì di una nave spagnola proprio nelle acque californiane. Le minacce inglesi stimolarono gli spagnoli ad intraprendere nuove esplorazioni, così Sebastián Vizcaíno, un mercante di Città del Messico, esplorò la California nel 1602, riuscendo a tracciare una mappa della costa e dando un nome a diversi luoghi. Nel 1639 Pedro Porter y Casanate ricevette il permesso dal re spagnolo per esplorare la California.
Nel 1697 fu fondata la prima missione spagnola in California, a opera dei gesuiti, la Missione Nuestra Señora de Loreto Conchó, che passò, dopo l'espulsione dei gesuiti dalle colonie spagnole voluta da Carlo III di Spagna, poi ai francescani e infine ai domenicani.
Le esplorazioni spagnole continuarono fino al Settecento, così come le fondazioni di nuove missioni da parte di francescani, quando furono stimolate anche dalle rivalità con le altre potenze imperiali e dalla fondazione delle missioni gesuite. Il viceré Antonio María de Bucareli y Ursúa rinforzò i presidi militari della costa del Pacifico per prevenire un'eventuale invasione di una potenza straniera. Bucareli dimostrò un grande interesse per le regioni settentrionali della Nuova Spagna, combatté contro le ribellioni degli amerindi e si dedicò alla fortificazione dei presidi e degli insediamenti dei nativi americani e spagnoli. Inviò delle spedizioni per esplorare e colonizzare la costa californiana, in modo da prevenire le ambizioni russe. 
Navigando a nord, prese possesso, per conto della Spagna, dell'Alaska. Sotto la direzione di Bucareli, nel 1775 Juan Francisco de la Bodega y Quadra navigò la costa del Pacifico dal Messico fino alla California ed esplorò e tracciò una mappa della baia di San Francisco. Nel 1773 Bucareli diede al capitano Juan Bautista de Anza il permesso di intraprendere una spedizione da Tubac (Arizona del sud) a San Diego e Monterey. Anza partì nel gennaio 1774 con un contingente di ventuno soldati, due sacerdoti, dei servitori, dei muli e altri animali. Viaggiando tra la California e Monterey (Messico), la spedizione di Anza coprì 2000 miglia in cinque mesi. La maggior parte di questo territorio era sconosciuta e Anza ne compilò una relazione dettagliata. In seguito si recò a Città del Messico per informare il viceré. Nell'ottobre 1775 Anza, divenuto tenente colonnello, guidò un gruppo di 240 persone da Tubac, dove aveva la base, fino allo California. Il motivo principale di questa spedizione era di popolare questi territori con coloni spagnoli. Anza reclutò giovani coppie, di bassa estrazione sociale, e il gruppo includeva anche molte donne, tra cui María Feliciana Arballo, una spagnola ricca, e molti bambini. Siccome l'inverno fu molto rigido, la spedizione si fece inaspettatamente difficoltosa. In breve tempo i viveri e l'acqua potabile scarseggiarono e molti animali morirono. Nonostante ciò la spedizione di Anza fu una delle più fortunate. Il suo gruppo arrivò a Monterey (California) dopo la nascita di tre bambini. L'unica morte registrata fu quella di una donna dopo il parto. Anza fondò San Francisco e San José nel 1776-77. Anza venne nominato da Bucareli governatore del Nuovo Messico, carica che detenne fino al 1787. Anza comandò un gruppo di truppe spagnole e amerindiane in una campagna vittoriosa contro i Comanches e nel 1779 uccise il capo Cuerno Verde. Queste vittorie permisero ad Anza di negoziare un trattato di pace nel 1786 con il nuovo capo Ecueracapa. Questo trattato durò per decenni. In seguito Anza stipulò alleanze con gli Utes, stanziati sulle Montagne Rocciose, con gli Apaches Jicarilla e con i Navajos, i quali ruppero l'antica alleanza con gli Apaches Gileños. Le abilità militari e diplomatiche di Anza prepararono la via al continuo sviluppo della regione sotto dominio spagnolo fino al 1821.

### Le missioni dei francescani
Alla metà del Settecento la Spagna comprese che la California, in modo particolare la Baia di Monterey, aveva bisogno di essere protetta in modo più efficace. Così gli spagnoli installarono dei presidi militari e delle missioni per impedire le incursioni militari degli inglesi e dei russi nella regione precedentemente esplorata da Vizcaino e da altri. Il viceré José de Gálvez cercò di espandere la frontiera spagnola a nordovest; questa politica venne seguita anche dal successore Bucareli. Durante gli anni Sessanta e Settanta, gli spagnoli concentrarono i loro sforzi alla ricerca di piste che dall'Arizona raggiungessero la California e in quei luoghi fondarono delle missioni e degli insediamenti. Nel 1769 Gaspar de Portolá, un ufficiale spagnolo, e padre Junípero Serra, un frate francescano, fondarono la prima di nove missioni francescane nell'attuale San Diego. Portolá iniziò anche la costruzione di un forte a Monterey nel 1770. L'anno seguente padre Serra fondò la missione di San Gabriel sulla costa del Pacifico, la quale divenne un punto d'incontro per i soldati e per i coloni in viaggio verso altri luoghi. Sotto la direzione di padre Serra i missionari insegnarono ai nativi della zona i fondamenti della religione cristiana e le tecniche agricole europee. Molti dei popoli indigeni facevano i rituali con danze e maschere e il clero europeo non capiva il significato di questi rituali, così li attribuiva all'opera del demonio, proibendone la pratica nelle missioni. Tutto ciò causò delle difficoltà agli amerindiani, che si recavano alle missioni in cerca di una fonte costante di alimentazione, trovandosi nella difficoltà di perdere la cultura di appartenenza. Alcuni amerindiani, come Cochimí Sebastián Tarabal, fuggirono dalla missione di San Gabriel e si misero in cammino fino al presidio di Tubac in Arizona. In seguito Tarabal giocò un ruolo importante per la spedizione di Anza. Nel 1784, all'epoca della morte di padre Serra, le nove missioni avevano convertito, almeno teoricamente, circa seimila amerindiani. Il francescano Fermín Lasuén fondò la decima missione a Santa Barbara. Verso la fine del dominio spagnolo, i francescani avevano fondato ventuno missioni. Le missioni dei francescani posero le basi per la creazione dell'economia agricola della costa del Pacifico dei futuri Stati Uniti.

### Rivalità imperiali nell'estremo occidente
Avvisata dal padre francescano José Torrubia nel 1759 riguardo alle mire russe sulla costa del Pacifico, la Spagna si vide obbligata ad inviare delle spedizioni oltre il limite settentrionale della California. Sebbene la corona spagnola non avesse intenzione di fondare degli insediamenti in California e nel nordovest, essa cambiò indirizzo quando si rese conto che le potenze straniere stavano esplorando attivamente la zona. La Spagna decise che, per mantenere le sue posizioni nella costa del Pacifico, doveva contrattaccare l'espansione degli imperi rivali, come Russia, Inghilterra, e dopo il 1783, gli Stati Uniti. Le relazioni diplomatiche tra Spagna e Russia erano generalmente positive. Nel 1788 i russi scrissero al primo ministro spagnolo José Moñino conte dei Floridablanca per assicurargli che sarebbero entrati nei porti spagnoli solo in caso di gravi necessità. Fort Ross, a nord di Bodega Bay, la parte più a nord dell'insediamento spagnolo di San Francisco, venne fondato nel 1812 da una compagnia russo-americana come base per raccogliere le pelli di lontra. Lo stesso anno la Spagna e la Russia firmarono un trattato di alleanza contro il "nemico comune", cioè l'imperatore francese. La Spagna era ancora impegnata nella guerra peninsulare per espellere i francesi e riportare al trono re Ferdinando VII. Durante questo conflitto, il Messico iniziava la sua battaglia per l'indipendenza, ottenuta nel 1821. Nel 1833 il governatore José Figueroa Secundino mandò a nord di San Francisco il generale Mariano Guadalupe Vallejo per sorvegliare l'attività dei russi, e per questo motivo, Vallejo installò la caserma di Petaluma. La compagnia russo-americana vendette Fort Ross a John Sutter nel dicembre 1841. I russi restarono sulla costa del Pacifico fino agli anni 1830 e in Alaska fino al 1867.

### Territorio di Nutca
Fin dal Cinquecento la Spagna rivendicava il possesso dell'attuale costa americana del Pacifico nordoccidentale, che comprendeva anche l'Alaska. A metà Settecento questo territorio iniziò ad essere conteso dalla Gran Bretagna e dall'Impero russo. Re Carlo III promosse diverse spedizioni tra il 1774 e il 1793 per ribadirne il possesso. Nel 1789-1790 venne fondato un insediamento a Nootka Sound, al largo dell'attuale città di Vancouver. Questa area veniva chiamata Territorio de Nutca e veniva incorporata al Vicereame della Nuova Spagna. Dopo la Crisi di Nootka, e la successiva Convenzione, portò a un disimpegno della Spagna a rivendicare l'area. Nel 1819 le rivendicazioni spagnole furono trasferite agli Stati Uniti d'America.

## Epilogo
Nei primi decenni del Ottocento la Spagna perdeva quasi la totalità dl suo impero delle Americhe, oltreché ai suoi territori in Nordamerica.
Il Trattato di San Ildefonso la Louisiana veniva riportata in mano francese. Tre anni dopo Napoleone Bonaparte cedette la Louisiana agli Stati Uniti. Una parte di coloni ispanici riemigrò in Texas e in Florida. Successivamente iniziava la disputa confinaria tra Stati Uniti ed Impero spagnolo. Nel frattempo Nemesis Salcedo, governatore delle Province Interne, promosse l'arrivo di nuovi coloni in Texas.
Nel 1806 Spagna e Stati Uniti si accordarono che nessun avventuriero di ambo le parti non si recasse nella zona contesa tra il Sabine River e l'Arroyo Hondo, tuttavia alcuni esploratori "illegali, come Zebolous Pike, non si fermarono. Pike venne arrestato e rispedito negli Stati Uniti e i suoi appunti furono sequestrati. Tornato in patria, Pike fece lo stesso un accurato resoconto sul Texas, così molti americani furono invogliati prendere controllo del territorio.
Dopo che Giuseppe Bonaparte salì al trono e Ferdinando Borbone fu costretto ad abdicare. Con l'indebolirsi dell'autorità cnetrale, nel 1810 scoppiò la rivoluzione in Messico e Salcedo fu arrestato. Successivamente fu costituita la Repubblica del Texas, tuttavia già Nen 1813 le truppe spagnole furono in grado di riprendersi la provincia. Dopo l'ondata rivoluzionaria, in Texas rimasero soltanto duemila ispanici.
Nel 1819 la Spagna e gli Stati Uniti siglarono il Trattato Transcontinentale che doveva mettere fine alle dispute territoriali in Nordameirca. La Spagna cedeva la Florida agli Stati Uniti e non avanzava più pretese territoriali ad est del Sabine River, nonché il Territorio dell'Oregon. Il confine settentrionale era fissato al 42° parallelo. Nel frattempo in Texas James Long dichiarava l'indipendenza del Texas, ma la sua rivolta fu presto stroncata dalle truppe al comando di Juan Ignacio Perez.
Nel 1821 il Messico diventava indipendente e le Province Interne, cioè Texas, Arizona, Nuovo Messico e Alta California vennero incorporate nel nuovo stato.